# Музей истории города Обнинска
Музе́й исто́рии го́рода О́бнинска — муниципальное учреждение культуры города Обнинска. Помимо функций историко-краеведческого музея выполняет также функции художественного музея и главной выставочной площадки города.

## История
Музей был открыт в 1964 году на общественных началах в неприспособленном полуподвальном помещении. В 1969 году музею было предоставлено новое помещение на улице Победы, 23 — первый этаж общежития строителей. В 1970 году музей получил статус самостоятельного музея краеведческого профиля. В 1992 году для музея было построено специальное здание на проспекте Ленина, и он получил современное название.
До 1992 года количество сотрудников музея колебалось в пределах 3-5 человек. После 1992 года эта цифра резко увеличилась. Была изменена структура музея, появились новые службы и отделы.
В 1992—2010 годах в музее прошло около 320 выставок, в том числе около 70 исторических тематических выставок (остальные 250 — художественные).
Музей сочетает в себе функции двух музеев – историко-краеведческого и художественного.
Около трёх тысяч предметов – произведения живописи, графики, декоративно-прикладного творчества, скульптуры. В богатейшем художественном собрании музея – произведения Р. Фалька, И. Голицына, П. Кончаловского, А. Пластова, В. Стожарова, А. Шубина, В.Сидура, З.Церетели и др. Выставочный зал Музея, по признанию художников, один из лучших в Подмосковье, привлекает своими возможностями и профессионализмом сотрудников Музея не только художников города и региона, но и именитых художников страны. Большой успех у жителей города имел Проект «Академия художеств Российской Федерации – городу науки Обнинску». В рамках проекта в Музее были представлены выставки произведений известных художников страны – академиков живописи и графики, около 15 имён.
В Музее представлено несколько экспозиционных залов, начиная с истории края, где вырос город Обнинск и заканчивая экспозицией, посвященной истории города науки. Раздел «История края» знакомит посетителей с уникальными археологическими находками на территории нынешнего Обнинска; с историей окрестных сёл и деревень, особенностями уклада жизни в дореволюционной деревне.
Экспозиция продолжается рассказом об истории трёх старинных усадеб, ныне вошедших в черту города. Белкино, Турлики и Бугры некогда являлись единым культурным центром, который объединял владельцев усадеб и их гостей – выдающихся представителей русской интеллигенции рубежа XIX-XX веков. Владельцами усадеб в разное время были В.П. Обнинский, М.К. Морозова, И.И. Трояновский, П.П. Кончаловский. В числе гостей усадеб – художники В.Серов, В.Поленов, И.Левитан; поэты В. Брюсов и А. Белый; композитор Н.Метнер; искусствоведы П.Муратов и Э.Метнер; философы Е.Трубецкой и Л.Лопатин. В экспозиции представлены уникальные предметы – картины П.Кончаловского и Р.Фалька.
На территории будущего города располагалось одно из лучших учебно-воспитательных учреждений России, созданное педагогом-новатором С.Т. Шацким – школа-колония «Бодрая жизнь» (1911–1941 гг.). Многочисленные фотографии, документы, рукописные журналы представляют историю жизни воспитанников школы-колонии. На стилизованных строительных лесах – плакаты, символически передающие дух времени, трудовой энтузиазм строителей социализма первых лет советской власти. Интерьеры учебного кабинета, комнаты московской квартиры Шацких с комплексом мемориальных предметов помогают ощутить атмосферу тех лет.
Важное место в экспозиции занимает раздел, посвященный истории Испанского детского дома № 5 (ныне это здание главного корпуса ГНЦ-РФ ФЭИ), который принял в 1937 году маленьких воспитанников – детей испанских республиканцев, искавших в СССР спасения от фашистского режима Франко. В витринах представлены фотографии и документы, рассказывающие о том,  как маленькие испанцы осваивались с новой жизнью в Советском Союзе, как они учились и отдыхали, какие знаменитые гости приезжали к ним.
Особый акцент в экспозиционном пространстве Музея сделан на теме «Великая Отечественная война в нашем крае». Экспозиция начинается с галереи портретов воспитанников школы С.Т. Шацкого – участников войны, многие из которых погибли на фронте; с материалов о местных жителях - фронтовиках, тружениках тыла, участниках подпольного и партизанского движений. В экспозиции представлены  интерьер крестьянской избы военного времени, предметы быта и реликвии 1940-х годов, комплексы материалов о подольских курсантах, о пребывании штаба Западного фронта на территории будущего Обнинска с редкими фотографиями Г.К. Жукова.
Большая экспозиционная площадь посвящена  истории Обнинска – города науки. По периметру зала – материалы об истории НИИ города, в центре – экспозиционные комплексы о социальной, культурной и общественно-политической жизни города. Жители и гости города могут увидеть историю становления первого наукограда России – мемориальные комплексы выдающихся учёных и руководителей Обнинска (комплексы Д.И. Блохинцева, А.И. Лейпунского, Е.П. Славского, Н.В. Тимофеева-Ресовского и др.), экспонаты, документирующие мировой уровень научных разработок и этапы формирования духовной среды молодого города науки.
    Город Обнинск – Первый наукоград России.  Именно здесь была построена и введена в строй Первая в мире Атомная электростанция, а в дальнейшем  стали появляться один за другим научно-исследовательские институты и предприятии, так или иначе связанные с атомной энергетикой. Сегодня Обнинск является крупным научным центром с мировой известностью. В город приезжают многочисленные гости, туристы, иностранные делегации. Обеспечив экспозицию мультимедиа-гидом с применением технологии дополненной реальности, Музей получает возможность достойно и максимально информативно представить историю Обнинска - Родины мирного атома, рассказать о его достижениях и дальнейшем развитии.

## Описание

### Основной фонд
В фондах музея по состоянию по состоянию на  2023 год находится более 67000 единиц хранения, из которых свыше 41000 единиц хранения основного фонда —
- археологические находки в среднем течении реки Протвы
- материалы по истории усадьбы Белкино (XVIII — начало XX века)
- предметы крестьянского быта XIX—XX веков
- документы, связанные с детской школой-колонией «Бодрая жизнь» и первой Опытной станции Наркомпроса (1911—1941)
- документы, связанные с педагогами С. Т. Шацким и В. Н. Шацкой
- документы, связанные с испанским детским домом № 5 (1937—1941)
- документы, связанные с событиями Второй мировой войны на территории района
- документы, связанные с историей Обнинска как одного из научных центров России
- коллекция материалов о Н. В. Тимофееве-Ресовском
- коллекция материалов о Г. А. Зедгенидзе[1]

### Художественная коллекция
В 1990 году тогдашний директор музея Валентина Русанова оценивала собрание живописи и графики музея в 600 единиц.
Спустя 20 лет, в 2010 году, руководитель выставочного отдела музея Павел Шубин оценивал художественную коллекцию музея в более чем 2500 единиц хранения. Пополнение музейных собраний живописи, графики, декоративно-прикладного искусства и скульптуры происходило в этот период в основном за счёт передачи авторами своих работ в фонды музея по итогам выставок, поступлений личных коллекций ведущих учёных города.
Особняком стоит постоянно пополняемая коллекция тканей и народных костюмов.

### Выставочная деятельность
Начиная с 1969 года и по сегодняшний день музей был главной выставочной площадкой Обнинска — при том, что специальный выставочный зал размером 210 м² в нём появился только в 1992 году с завершением строительства нового здания. Этот выставочный зал постепенно был оснащён необходимым оборудованием, системой освещения и развески. Отсутствие в выставочном зале установки «Микроклимат» не позволяет проводить в нём выставки шедевров из крупнейших российских и мировых музеев. Появление в 1992 году выставочного зала делит выставочную деятельность музея (и опосредованно — всего города) на два периода — с 1965 по 1991 год и с 1992 года по настоящее время.

#### 1964—1991
С самого начала в музее была намечена широкая программа выставочной деятельности, в которую входили городские групповые и персональные выставки обнинских художников, художников Калуги и Калужской области, художников Москвы, выставки детского творчества, выставки из фондов музея и выставки к памятным датам Обнинска, Калужской области и СССР.
В июне 1970 года прошла первая летняя выставка участников творческого Объединения художников Обнинска, в августе — выставка работ обнинцев-участников областной художественной выставки.
В самом начале 1970-х годов состоялись персональные выставки Е. Костерина и Е. Глазкова, Тамары и Александра Шубиных, А. Тихонова, И. Аксёнова и В. Филатова, Ю. Наступенко.
В 1972 году прошли персональная выставка малоярославецкой художницы Е. Чернявской и посмертная выставка рисунков московской художницы-вундеркинда Нади Рушевой.
Из других персональных выставок этого периода можно также выделить выставку графики боровской художницы Л. Киселёвой в ноябре 1978 года и выставку Константина Васильева в июне 1980 года.
К своему 15-летию в апреле 1980 года музей провёл в целом 89 тематических и художественных выставок, примерно половина из которых были художественные выставки. В 1984 году с уходом прежнего директора К. Г. Серкова и назначением на должность директора бывшего научного сотрудника музея Валентины Русановой уровень экспозиционной работы и качество подбора выставок заметно повысились. Изменения в выставочной деятельности музея были связаны и с быстро изменяющейся с 1985 года политической ситуацией в СССР.
С 1984 по 1991 год были проведены персональные выставки обнинских художников (Владимира Денисова, Адама Ненштиля, Е. Тищенко, Тамары Шубиной, Александра Шубина, А. Левашовой, Н. Чулковой, Сергея Копылова, Василия Трушкина), художников Калуги и Калужской области (А. Куликова, М. Мантулина и Г. Табакова, С. Морозова, В. Арепьева, Е. Чернявской), московских художников (С. Антонова, О. Марчук, А. Маленкова, И. Ольховой). Большой общественный резонанс был у выставки частных коллекций живописи жителей Обнинска 1987 года и групповой выставки 1988 года «Человек – город – Человек». Всего с 1984 по 1991 год было проведено около 50 художественных выставок, в том числе детских.

#### 1992 — по настоящее время
В 1992 году в музее появился специализированный выставочный отдел, который возглавил Павел Шубин. В условиях рыночной экономики была сделана ставка на интенсивную выставочную деятельность и создание постоянно действующей выставки-продажи произведений искусства и сопутствующих художественных товаров. При недостаточном муниципальном финансировании музея это позволило получать дополнительные средства для развития музея.
В 1992—2010 годах в музее прошло около 250 художественных выставок, в том числе 16 городских выставок художников Обнинска, 17 групповых выставок объединений художников и учреждений города, 16 фотовыставок (8 групповых и 8 персональных), 15 выставок учреждений города Москвы, 56 персональных выставок художников Обнинска, 37 персональных выставок художников Москвы, 15 выставок художников Калуги, 17 выставок из фондов музея, 10 выставок на религиозные темы, 8 выставок детского творчества, 12 коммерческих выставок (восковых фигур и экзотариума), 23 выставки художников других городов. Объём выставочной деятельности музея в этот период по сравнению с предыдущим увеличился почти в 3 раза.

## Директора
- ?–1984 – К. Г. Серкин.
- 1984–2011 – Валентина Васильевна Русанова.
- 2011 – по настоящее время – Алина Александровна Кащеева. В музее работает с 1995 года.

## Уникальные архивы
- Архив Пелагеи Брагиной.[3]

## Важнейшие работы из собрания живописи и графики

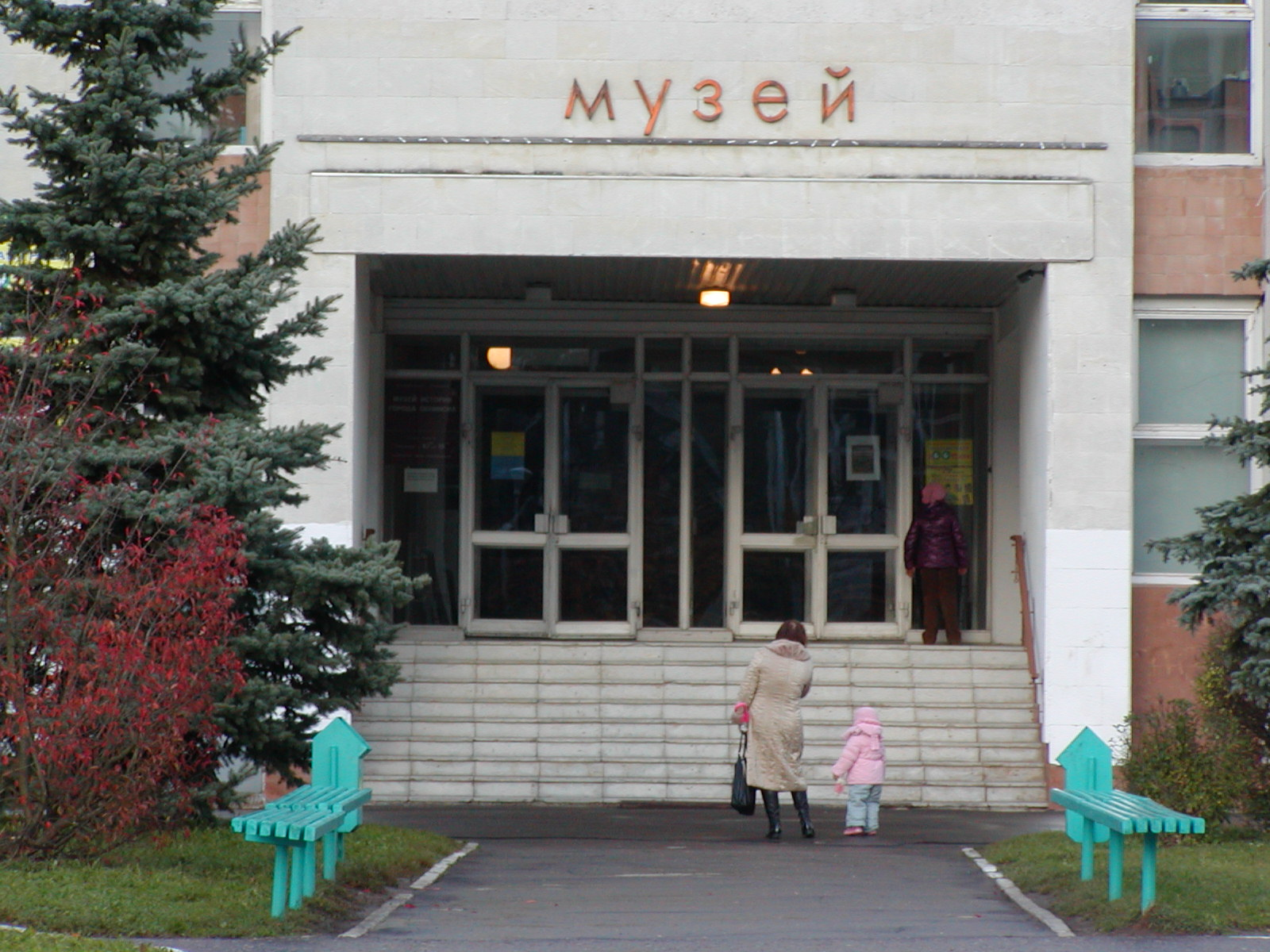
Главный вход

- Свв. Борис и Глеб. Икона из храма в с. Белкино. 2-я пол. XVIII – нач. XIX вв.
- Спас Вседержитель. Икона. Конец XIX в.
- И. И. Иванов. Свт. Мирофан Воронежский в житии. Икона. 1853 г.
- Орест Кипренский.  Портрет П. Д. Бутурлина. Литография, 1818.
- Неизвестный художник. Портрет П. Д. Бутурлина. Бум., акв. Начало 1820-х гг. С портрета И. Н. Эндера.
- Неизвестный художник. Портрет А. А. Бутурлиной. Бум., акв. После 1829 г.
- Неизвестный художник. Портрет Е. Д. Бутурлиной. Бум., акв. Начало 1820-х гг.
- Пётр Н. Обнинский. Портрет Н. А. Обнинского. Бум., кар. Конец 1850-х гг.
- Пётр Н. Обнинский. П. Н. Обнинский – мировой судья. Автопортрет. Бум., кар. Ок. 1865 г.
- Пётр Н. Обнинский. Свидетель. Бум., кар. 1872 г.
- Лидия Обнинская. Женщина с зонтом. Х., м. Конец XIX в.
- Лидия Обнинская. Тарелочки. Роспись по фарфору. Нач. XX в.
- Пётр Кончаловский. Дом в Белкино. Х. м. 1907 г.
- Виктор Обнинский. Венеция. Офорт. Конец XIX в.
- Виктор Обнинский. Одиночная камера № 84 московской тюрьмы «Каменщики». Б., кар. 1908 г.
- Николай Кочетов. Сосновая аллея в Буграх. Пастель. Конец XIX в.
- Валентин Серов. Анна Петровна Трояновская. Б., кар. 1905 г.
- Анна Трояновская. Букет. Х., м. 1946 г.
- Роберт Фальк. Домик в Пяткино. Х., м.
- Георгий Верейский. Портрет лётчика А. Б. Юмашева. Литография. Ок. 1935 г.
- Андрей Юмашев. Портрет Анны Ивановны Трояновской. Х., м. 1940-е гг.
- Андрей Юмашев. Зарисовка к портрету А. И. Трояновской. Б., кар. 1940-е гг.
- Анна Трояновская. Портрет неизвестной. Б., пастель, кар. 1940-е гг.
- Святослав Рихтер. Осенний пейзаж. Пастель. Конец 1950-х гг.
- Святослав Рихтер. Решётка летнего сада. Пастель. Конец 1950-х гг.
- Анна Трояновская. Кара-Даг. Б., акв. Конец 1960-х гг.
- Анна Трояновская. Коктебель. Б., акв. Конец 1960-х гг.
- Пётр Кончаловский. Первый эскиз к портрету С. С. Прокофьева. Б., кар. 1934 г.[4]
- Пётр Кончаловский. Сосновая аллея. Х., м. 1953 г.
- Пётр Кончаловский. Весенняя лужайка. Х., м. 1936 г.
- Пётр Кончаловский. На полдни. Х., м. 1946 г.
- Пётр Кончаловский. Сирень в корзине. Х., м. 1948 г.
- Михаил Кончаловский. Дом доктора Николаева в Малоярославце. Акварель. 1951 г.
- Михаил Кончаловский. Река Протва. Х., м. 1956 г.
- Пётр В. Обнинский. Проект дипломной работы «Пирамидальная крыша на Чартрес Соборе. Б., кар. 1926 г.
- Пётр В. Обнинский. Вилла Обнинских «Happy Hill». Б., кар. 1940-е гг.
- Пётр В. Обнинский. Морской берег Калифорнии. Бум., пастель. 1974 г.
- Николай Громадский. Портрет Алексея Григорьева. Х., м. До 1966 г.
- В. А. Иванов. Колокольня с. Подкопаева. Б., акварель. 1953 г.
- Василий Трушкин. Церковь Бориса и Глеба. Из серии «Усадьба Белкино». Фанера, масло. 1987 г.
- В. И. Мелехов. Свято-Пафнутьев Боровский монастырь. Х., м. 1980, 2002.
- Е. А. Чернявская. Никольский монастырь. Голубые ворота. Бумага, акварель. 1962 г.

### Труды Музея истории города Обнинска
- Обнинский краеведческий сборник: Материалы научной конференции, посвящённой 30-летию Музея истории города Обнинска / Музей истории города Обнинска. – Обнинск: Принтер, 1996. – 136 с. – 1000 экз.
- Обнинский краеведческий сборник: Материалы научно-практической конференции / Музей истории города Обнинска. – Обнинск: Принтер, 1999. – 324 с. – 600 экз.
- Обнинский краеведческий сборник: Материалы историко-краеведческой конференции «Город и регион: проблемы археологии, истории и культуры», посвящённой 40-летию Музея истории города Обнинска / Музей истории города Обнинска. – Обнинск: [Б. и.], 2006. – 500 экз.
- Обнинский краеведческий сборник: Материалы историко-краеведческой конференции «Город и регион: проблемы археологии, истории и культуры», посвящённой 45-летию Музея истории города Обнинска / Музей истории города Обнинска. – Обнинск: [Б. и.], 2011. – 276 с. – 500 экз.
- Сорокина Л. Б. Святыни окрестностей Обнинска / Ред. А. А. Кащеева и др.; Худож. А. П. Шубин; Музей истории города Обнинска. – Изд. 2-е, испр. и доп. – Калининград: Аксиос, 2011. – 224 с.: ил. – 1000 экз. – (Серия «Музейный проект»). – ISBN 978-5-91726-025-9
- Васильева З. В., Кащеева А. А. Три усадьбы: Белкино, Турлики, Бугры / Авт.-сост. З. В. Васильева, А. А. Кащеева; Ред. совет В. В. Русанова, А. А. Кащеева, Р. А. Гаврилова; Худож. А. П. Шубин. – 2-е изд., испр. и доп. – Калининград: Аксиос, 2011. – 408 с. – 1000 экз. – (Серия «Музейный проект»). – ISBN 978-5-91726-023-5
- Второе издание «Святыни окрестностей Обнинска» и «Три усадьбы. Белкино. Турлики. Бугры», 2011 г. Издание было номинировано на VIII Всероссийском конкурсе региональной и краеведческой литературы и получило II премию в номинации «Мой край». 2012 г.
- Школа-колония "Бодрая жизнь". Испанский детский дом". Автор И. Л. Ефимова. Серия "Музейный проект". 2012 г.
- «История становления Обнинска. 1940 – 1960 гг.» Автор Р. А. Гаврилова. Серия «Музейный проект». 2013 г.
- «Очерки художественной жизни Обнинска». Автор П. П. Шубин. Серия «Музейный проект». 2014 г.
- «События Московской битвы. Образы времени». Автор Н. А.  Прусакова. Серия «Музейный проект». 2015 г.
- «Прогулки по Обнинску». Автор Е.Г. Рамодина. Серия "Музейный проект". 2016 г.
- «Адам Ненштиль». Автор Л.Б. Сорокина. Обнинск. 2016 г.

### О музее
- Серкин К. Г. Музею 15 лет // Вперёд. – 1980. – Апрель.
- Русанова В. В. Музей готовится к новоселью // Вперёд. – 15 мая 1990 года.
- Прусакова Н. А. Структура экспозиции «История г. Обнинска. 1940-е – 1980-е» // Обнинский краеведческий сборник: Материалы научной конференции, посвящённой 30-летию Музея истории города Обнинска / Музей истории города Обнинска. – Обнинск: Принтер, 1996. – С. 5-15.
- Пахомова Э. А. Натюрморт в художественном собрании Музея истории города Обнинска // Обнинский краеведческий сборник: Материалы научной конференции, посвящённой 30-летию Музея истории города Обнинска / Музей истории города Обнинска. – Обнинск: Принтер, 1996. – С. 127-134.
- Сорокина Л. Б. Обнинский музей истории города // Российская музейная энциклопедия. — М.: Прогресс, РИПОЛ классик, 2005. — С. 451.
- Шубин П. П. Особенности выставочной деятельности Музея истории города Обнинска // Обнинский краеведческий сборник: Материалы историко-краеведческой конференции «Город и регион: проблемы археологии, истории и культуры», посвящённой 45-летию Музея истории города Обнинска / Музей истории города Обнинска. – Обнинск: [Б. и.], 2011. – С. 150-157.